# Trest (lední hokej)
Trest se v ledním hokeji ukládá za chování odporující pravidlům. Většinu trestů uděluje hlavní rozhodčí. Čárový rozhodčí může postihovat pouze technická provinění, jako je příliš mnoho hráčů na ledě. V NHL může čárový rozhodčí trestat úmyslné zákroky, které hlavní rozhodčí nezaznamenal.
Během trestu sedí potrestaný hráč na trestné lavici. Ve většině případů nemůže potrestaný tým hráče nahradit a je proto po dobu trvání trestu oslaben. Běžně má hokejový tým pět hráčů v poli; pokud je jeden hráč vyloučen, hraje se pět na čtyři. Tým nemůže v důsledku trestů hrát s menším počtem hráčů v poli než tři.

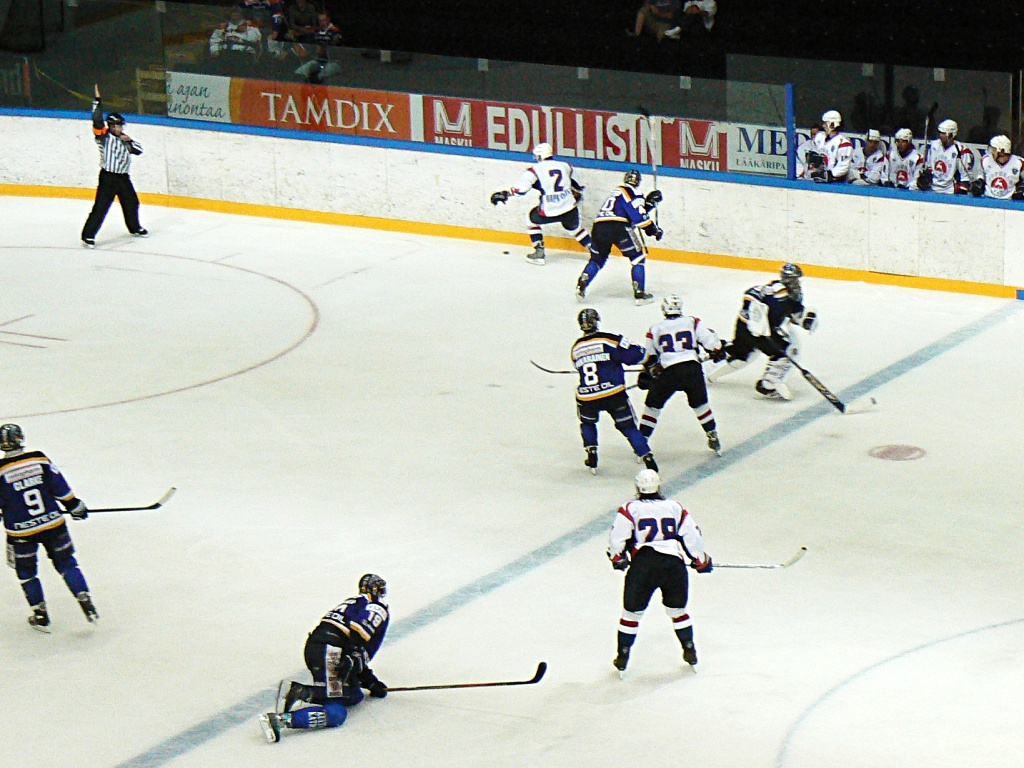
Výhoda
Rozhodčí (vlevo nahoře) zvednutím ruky signalizuje odložený trest a je připraven k přerušení hry, až tým v bílých dresech získá puk do držení. Brankář týmu v modrých dresech (vpravo) opouští led, aby jej nahradil další útočník.

Přesilová hra pro útočící a oslabení pro bránící tým. Během přesilové hry může bránící tým vyhazovat puk na zakázané uvolnění, aniž by pak byla zastavena hra. Vstřelí-li útočící tým během menšího trestu branku, trest okamžitě končí. Při větším trestu na vstřelených brankách nezáleží.
Je-li signalizován vyloučení, hra není zastavena, dokud potrestaný tým nezíská puk do svého držení (nestačí se ho dotknout). Proto úmyslné provinění nezastaví útočnou akci soupeře. Během této výhody často brankář útočící strany opustí led, aby mohl nastoupit další hráč (power-play). Soupeř nemůže při výhodě vstřelit branku, útočící tým si však může dát vlastní branku. Pokud během signalizovaného výhody pro uložení menšího trestu neprovinivší se strana vstřelí branku, menší trest se neuloží a pokračuje hra pět proti pěti (tj. jako kdyby padla branka v průběhu trestu).
Je-li potrestán brankář, neodejde na trestnou lavici. Jeho trest odpyká hráč, který byl během trestaného provinění na ledě.

## Druhy trestů
Podle pravidel ČSLH (založena na pravidlech IIHF). Některé záležitosti nemusí platit v NHL a dalších soutěžích.
Menší trestHráč (kromě brankáře) je vyloučen ze hry na dvě minuty; náhradník není povolen. Pokud soupeř vstřelí gól a provinivší tým zároveň hraje v oslabení, trest je ukončen a hráč se vrací na led.
Menší trest pro hráčskou laviciHráč provinivšího se týmu, který byl v době provinění na ledě, je vyloučen ze hry na dvě minuty; náhradník není povolen. Typicky se takový trest ukládá za příliš mnoho hráčů na ledě.
Větší trestHráč je vyloučen ze hry na zbytek utkání, přičemž náhradník se povolí po 5 minutách. Trest není ukončen dříve ani v případě, že soupeř při přesilovce vstřelí gól.
Osobní trestPři prvním osobním trestu je hráč (kromě brankáře) vyloučen ze hry na deset minut, může za něj ihned nastoupit náhradník. Při druhém osobním trestu je hráč (včetně brankáře) vyloučen do konce zápasu (náhradník je povolen okamžitě).
Osobní trest do konce utkáníHráč (včetně brankáře) je vyloučen do konce utkání a může za něj ihned nastoupit náhradník.
Trest ve hřeHráč (včetně brankáře) je vyloučen do konce utkání a minimálně v následujícím utkání nesmí hrát (ani být na soupisce týmu pro daný zápas). Po pěti minutách může nastoupit náhradník.
Trestné stříleníLibovolný hráč neprovinivšího se týmu, kterého zvolí trenér, provede trestné střílení. Ostatní hráči ustoupí na své hráčské lavice. Na pokyn rozhodčího hráč, který provádí trestné střílení, začne hrát pukem ze středu hřiště a pokusí se vstřelit branku. Brankář nesmí opustit brankoviště dřív, než se hráč dotkne puku. Je-li puk vystřelen, trestné střílení končí (buď je dosažena branka, či nikoli) - hráč již nemůže dále hrát. Trestné střílení bývá, kromě některých případů faulů, nařízeno rovněž za některé technické prohřešky. Např. to bývá v případě, že hráč v obranném pásmu hodí hokejku proti puku; dále v případě, že hráč úmyslně posune vlastní branku a současně do konce třetiny nebo prodloužení zbývají poslední 2 minuty či méně; a rovněž se ukládá, pokud hráč (mimo brankáře) zalehne nebo jakoukoliv částí těla jinak zakryje puk ve vlastním brankovišti a dojde k přerušení hry. V případě, že při provádění trestného střílení dojde k technickému přestupku brankáře a jinak by bylo dosaženo branky, gól se přiznává. Pokud při technickém přestupku brankáře hráč provádějící trestné střílení nedosáhne branky, trestné střílení se opakuje. Pokud se technického přestupku dopustí přímo hráč provádějící trestné střílení, trestné střílení končí bez náhrady, aniž by bylo dosaženo branky. V jednom přerušení hry mohou být za dva různé přestupky nařízena dvě trestná střílení, ale tímto způsobem je možné dosáhnout pouze jedné branky. Pokud padne branka při prvním trestném střílení, druhé trestné střílení se neprovede a místo něj bude udělen menší trest.
Dodatečná disciplinární opatřeníKromě trestů uložených během zápasu lze ukládat ještě další disciplinární postihy, typicky zákaz činnosti.

## Seznam trestaných provinění
Následující seznam provinění vychází z pravidel ČSLH. V jiných soutěžích může být situace jiná.
- Rvačka
- Naražení na hrazení
- Bodnutí koncem hole
- Napadení
- Naražení zezadu
- Pád pod nohy
- Krosček (zastavení nebo napadení protihráče holí, kterou hráč drží oběma rukama, a hůl se přitom nedotýká žádnou částí ledu[1])
- Faul loktem
- Nadměrná tvrdost
- Hrubost
- Úder hlavou
- Vysoká hůl
- Držení
- Držení hole
- Hákování
- Nedovolené bránění
- Kopnutí
- Faul kolenem
- Sekání
- Bodnutí špičkou hole
- Podražení
- Zásah do oblasti hlavy a krku
- Hra tělem v ženském hokeji
- Nesportovní chování hráčů
- Nesportovní chování funkcionářů
- Zdržování hry
- Zakončení po odpískání - 10 min.
- Nedovolená nebo nebezpečná výstroj
- Zlomená hůl
- Padnutí na puk hráčem
- Padnutí na puk brankářem
- Hraní puku rukou hráčem
- Hraní puku rukou brankářem
- Zásah proti divákům
- Opuštění trestné nebo hráčské lavice
- Nedovolené opuštění trestné lavice
- Opuštění lavic během šarvátky
- Opuštění hráčské lavice funkcionáři družstva
- Odmítnutí zahájit hru - družstvo je na hřišti
- Odmítnutí zahájit hru - družstvo není na hřišti
- Vyhození hole či jakéhokoli předmětu ze hřiště
- Hození hole či jakéhokoli předmětu na hřišti
- Hození hole nebo jakéhokoli předmětu při brejku
- Prevence přenosu infekce krví
- Protest kapitána a náhradních kapitánů
- Příliš mnoho hráčů na ledě
- Porušení postupu při střídání hráčů
- Nafilmovaný pád (nebo také zfilmovaný pád)
- Brankář za střední čárou
- Brankář na hráčské lavici při přerušené hře
- Brankář mimo brankoviště při šarvátce
- Upuštění puku brankářem na vnější síť branky

## Provinění jako strategie
Trenéři a hráči občas volí nedovolené zákroky zcela cíleně. V některých případech doufají, že provinění nebude rozhodčími odhaleno, a proto ani trestáno. Známým hráčem, který dokázal provádět nedovolené zákroky, aniž by byly potrestány, byl Gordie Howe.
Hokejisté, kteří volí nedovolený zákrok i přes jeho potrestání, tak činí proto, aby snížili morálku a sílu soupeře a naopak posílili vlastní tým. To je nejčastěji zřejmé v šarvátkách, ale může vycházet obecně z kteréhokoli trestu. Doufají, že dočasné zhoršení pozice oslabením bude vykoupeno efektem v celkové hře.
Dalším důvodem k úmyslnému provedení nedovoleného zákroku je sebrat soupeři vynikající střeleckou příležitost. V takových případech hráč drží, hákuje nebo nedovoleně blokuje soupeře, který by jinak pravděpodobně vstřelil branku. Preferuje tak oslabení před téměř jistým vstřelením branky. Nadužívání této metody je omezeno možností uložení trestného střílení.
Uložení trestu v takových případech se často (neformálně) nazývá dobrý trest.
Hokejisté, známí jako "škůdci" (provokatéři), se specializují v herní strategii na to, aby hráči soupeře byli trestáni ("vykoledovávají si fauly").
Zřídka se nedovolené zákroky používají také v případě, že tým vede hru jen o několik málo branek. To lze dělat jen tehdy, má-li vedoucí tým výbornou hru v oslabení a naopak soupeř nemá dobrou přesilovou hru. Oslabený tým může bez následků vyhazovat puk na zakázané uvolnění a spotřebovávat tak více času.
V případě více vyloučených hráčů jedné strany se tresty od roku 2022, kdy došlo k zpřísnění osobních trestů, neanulují v případě platného gólu nýbrž pokračuje trest hráči dříve vyloučeného.